# Arctia mediodeleta
Arctia mediodeleta är en fjärilsart som beskrevs av Edward Alfred Cockayne 1949. Arctia mediodeleta ingår i släktet Arctia och familjen björnspinnare. Inga underarter finns listade i Catalogue of Life.